# Windows Holographic
Windows Holographic — обчислювальна платформа Microsoft доповненої реальності, яка буде працювати в операційній системі Windows 10. Windows 10 вийшла у 2015 році.
З Windows Holographic API, які будуть працювати у всіх версіях Windows 10 (включаючи Windows 10 для телефонів та маленьких планшетів), доповнена реальність може бути легко реалізована на базі ОС Windows за допомогою універсального додатку, який буде працювати на широкому діапазоні Windows 10-пристроїв.
Microsoft анонсувала Windows Holographic на прес-конференції «Windows 10: The Next Chapter» 21 січня 2015 року.

## Microsoft HoloLens
Технологію Windows Holographic реалізує пристрій Microsoft HoloLens — смарт-окуляри, бездротовий Windows 10-комп'ютер. Він використовує
вдосконалені датчики, 3D-оптичний Шолом віртуальної реальності високої чіткості і просторове звучання для забезпечення додаткої реальності, з натуральним користувацьким інтерфейсом. Користувач взаємодіє з віртуальним інтерфейсом через погляд, голос, і жести.